# Microcavia maenas
El cuis chico (Microcavia maenas) es una especie de roedor del género Microcavia de la familia de los cávidos. Habita en matorrales de ambientes áridos y semiáridos del noroeste y centro-oeste del Cono Sur de Sudamérica.

## Taxonomía
Descripción original
Esta especie fue descrita originalmente en el año 1898 por el mastozoólogo británico Michael Rogers Oldfield Thomas, con el nombre científico de Cavia maenas.
Localidad tipo
La localidad tipo referida es: “Chilecito, a una altitud de 1200 msnm, La Rioja, Argentina”. Esta localidad se ubica en las coordenadas: 29°09′41″S 67°29′50″O / -29.16139, -67.49722 y es la capital del departamento Chilecito.
Holotipo
El ejemplar holotipo designado es el catalogado como: B. M. número 96.10.7.12. El largo de la cabeza más el cuerpo midió 265 mm. Fue capturado y preservado por el científico, naturalista, conservacionista, político, botánico, explorador y geógrafo Francisco Pascasio Moreno. Se encuentra depositado en la colección de mastozoología del Museo de Historia Natural (BM) ubicado en la ciudad de Londres, Inglaterra.
Etimología
Etimológicamente el término genérico Microcavia se construye con una palabra del idioma griego, en donde: mikros significa 'pequeño', más cavia que es el nombre genérico homónimo que identifica a roedores de mayor tamaño y que proviene del nombre vulgar en idioma portugués: caviá.
El epíteto específico maenas viene de la palabra homónima en latín (maenădis), préstamo del griego antiguo µαıνάς, μαινάδος que significa ‘enloquecida’, ‘furiosa’. 
Historia taxonómica
En el año 1921, Thomas la incluyó como subespecie de Microcavia australis (transferida al género Caviella) al mismo tiempo que describió a dos taxones como subespecies de M. australis: Caviella australis salinia (de “Recreo, Catamarca, Argentina”) y Caviella australis joannia (de “Cañada Honda, a 500 msnm, San Juan, Argentina”).
En un trabajo publicado en 2017, efectuado por los zoólogos Pablo Teta, Ricardo Alberto Ojeda, Sergio O. Lucero y Guillermo D’Elía, se ratificó la condición de especie plena de M. maenas, sinonimizando en esta a Caviella australis salinia y Caviella australis joannia.
Tres años después, en 2020, en una publicación efectuada por Rocío Tatiana Sánchez se retiró de la sinonimia de M. maenas a Caviella australis salinia y se le otorgó la categoría de especie plena (Microcavia salinia), atendiendo a las distintivas diferencias cromáticas y morfológicas entre ambas, sumado al hecho que estas dos formas se encuentran en simpatría en sectores de Catamarca y La Rioja.

## Características
De las especies de Microcavia, M. maenas destaca por su gran tamaño; longitud cóndilo-incisivo de aproximadamente 44 mm.
Coloración
La coloración dorsal es gris-amarillenta en algunas partes y parduzca en otras.
En tamaño y coloración dorso-lateral no presenta diferencias con Microcavia salinia, pero se la puede separar por tener ventralmente pelos mucho más cortos y de un color blancuzco con tonalidad amarillo-opaco, grisáceo o pardo claro-amarillento, mientras que M. salinia tiene allí pelos más largos y de una coloración blanco puro uniforme. M. maenas posee la quijada muy blanquecina, lo que marca un notable contraste con la coloración ventral del cuello, ya que allí exhibe un collar de pelos amarillentos; en cambio M. salinia no muestra coloración diferente en la parte ventral del cuello, por lo que la transición cromática dorso-vientre es más abrupta.
Cráneo
El cráneo es de estructura fuerte, ancho y más grande que los de M. australis y M. jayat, con el perfil dorsal ligeramente arqueado; márgenes exteriores de las fosas nasales son anchos y casi paralelos (en M. salinia los nasales convergen hacia el extremo anterior); arcos cigomáticos ampliamente expandidos y redondeados; los jugales se extienden posteriormente detrás del borde de la fosa glenoidea; largo y estrecho a largo y ligeramente romboidal cresta palatal a lo largo de la sutura entre los huesos palatinos; borde palatal posterior generalmente angulado a redondeado, a veces con una espina caudal nasal; pre-esfenoides amplios; incisivos casi ortodónticos y no visibles desde arriba. M. salinia posee el rostro más delgado y el parietal más convexo que M. maenas.

## Distribución y hábitat
Microcavia maenas es una especie endémica de la Argentina. Habita hasta los 2500 m s. n. m. en bosques xerófilos, estepas y arbustales áridos y semiáridos tanto en llanuras de baja altitud como en zonas serranas y montañosas. Se distribuye en el noroeste y centro-oeste argentino, en las provincias de: Salta —en el oeste—, Jujuy —en el oeste—, Catamarca, La Rioja, Tucumán, San Juan y Mendoza —en el centro hasta Entre Ríos y norte—.
En la provincia de Mendoza su distribución parece ser alopátrica respecto a la de Microcavia australis, ya que allí esta habita en altitudes por sobre los 2000 m s. n. m., mientras que M. maenas lo hace por debajo de los 1500 m s. n. m.
Las poblaciones de las zonas de alta montaña de la provincia de San Juan, por la morfología craneal y debido a exhibir un tamaño pequeño, podrían no pertenecer a Microcavia maenas sino a M. australis.
Video grabado En entre Ríos 13/4/2024 un cuis de una parejita que apareció en el fondo de una vivienda y que al mes de llegado, responde al llamado:https://vm.tiktok.com/ZMMvpamy5/